# Hassan en Kaddoer
Hassan en Kaddoer (originele titel: Hassan et Kaddour) is een Belgische stripreeks.
De tekenstijl wordt gerekend onder de klare lijn. De reeks is de enige klassieke stripreeks uit het stripblad Tintin/Kuifje waarbij Le Lombard de verhalen niet in album heeft uitgegeven.

## Inhoud
Deze reeks speelt zich aanvankelijk in het Midden-Oosten af. Aanvankelijk is het een komische strip waarin de magere en slimme Hassan zich in de problemen werkt en de forse Kaddoer de schuld krijgt.
Op een gegeven moment trouwt Hassan echter met de dochter van de kalief waarna Hassan en Kaddoer door magie tijdreizen kunnen maken naar verscheidene plaatsen.

## Publicatiegeschiedenis

### Voorgeschiedenis
Scenarist Jacques Van Melkebeke en tekenaar Jacques Laudy leerden elkaar kennen op school. Ook tekenaar E.P. Jacobs was een jeugdvriend van beide.
De vier oorspronkelijke tekenaars van het stripblad Tintin/Kuifje werden ook wel De Vier Musketiers genoemd en waren Hergé, E.P. Jacobs, Paul Cuvelier en Laudy. Uitgever Raymond Leblanc gaf Laudy een plaatprijs van 1500 BEF. Aanvankelijk gebruikten Laudy en Jacobs een middeleeuwse thematiek in hun verhalen. Laudy begon dus met de strip De legende van de vier heemskinderen gebaseerd op de Vier Heemskinderen. Een paar jaar later tekent hij deze reeks.
Hergé had ook zijn vriend Van Melkebeke aangenomen en hem als hoofdredacteur aangesteld. Van Melkebeke stond echter bekend bij Staatsveiligheid als een collaborateur. Nadat Van Melkebeke zijn celstraf van twee jaar heeft uitgezeten, keerde hij terug bij Tintin/Kuifje. Nadien werkte Van Melkebeke anoniemer en schreef hij nog voor enkele reeksen, waaronder deze.

### Van Melkebeke-Laudy (1948-1961)
In 1948 verscheen het eerste verhaal van deze reeks Le voleur de Bagdad op scenario van Van Melkebeke en met tekeningen van Laudy in Tintin/Kuifje. De reeks werd gebaseerd op de verhalen van Duizend-en-een-nacht. Het merendeel van de verhalen werd geschreven door Van Melkebeke. Van Melkebeke schreef wel de eerste twee verhalen onder het pseudoniem J. Alexander. De latere verhalen ondertekende hij niet.
De voornaamste inspiratiebronnen voor Laudy's tekenstijl waren Arthur Rackham, Anton Pieck, Louis Buisseret en Alfred Moitroux. Laudy had echter een artistieke stijl, waardoor hij weleens ruzie kreeg met zijn artistiek directeur Hergé. Ook waardeerde Hergé de tijdreizen in de reeks niet. Laudy vond zichzelf eerder een illustrator en beschouwde tekstballonnen als opvulsel. Ook was Laudy niet tevreden met de toenmalige druktechnieken. De reeks leek zelfs uit een oudere tijd te komen.
Daarnaast was de serie bij de jaarlijkse opiniepeiling een van de minst populaire reeksen, waardoor het nooit bij Le Lombard in albumvorm verscheen. De relatie tussen Laudy en Hergé verslechterde. In 1952 tekende Laudy een andere strip genaamd David Balfour op scenario van Yves Duval, waarna Laudy een aantal jaar stopte met striptekenen. Hierdoor lag de reeks ook een aantal jaren stil. Er verschenen vier verhalen in Tintin/Kuifje.
In 1960 verscheen er nog het verhaal Le vœu magique in Tintin/Kuifje. Daarnaast verscheen er ook het verhaal Chasseurs de Chimères. Dit verhaal is geschreven door Van Melkebeke en mogelijk ook getekend door hem. Het verhaal verscheen ook als enige in Petits Belges (het Waalse zusterblad van Zonneland).

### Duval-Laudy (1962)
In 1962 verscheen er het zevende verhaal, La mission du major Redstone. Het verhaal werd geschreven door Yves Duval. In 1962 stopte Laudy definitief met striptekenen en richtte zich op het schilderen. Hierna werd de reeks niet verdergezet.
In 1974 won Jacques Laudy de Grand Prix Saint Michel voor zijn volledige oeuvre. Ook gaven in de jaren 70 en 80 enkele kleinere uitgeverijen enkele verhalen van deze reeks als album uit. Hierop verschenen er ook enkele tentoonstellingen waarna Laudy's werk meer waardering kreeg. Hierop werkte hij zelfs aan een nieuw stripverhaal uit deze reeks genaamd L'amulette suédoise, maar hij maakte het nooit af. Op 28 juli 1993 overleed Laudy.

## Verhalen

### Lange verhalen
Er verschenen 7 verhalen in deze reeks. De nummers verwijzen naar de chronologische volgorde. Doordat de reeks nooit bij Le Lombard als album verscheen en niet alle verhalen uitgegeven zijn als album, is er geen hoofdreeks met een vaste nummering.
| Nr. | Titel                            | Originele titel               | Scenarist     | Tekenaar | Publicatiejaar | Uitgavejaar album |
| --- | -------------------------------- | ----------------------------- | ------------- | -------- | -------------- | ----------------- |
| 1   | De dief van Bagdad               | Le voleur de Bagdad           | Van Melkebeke | Laudy    | 1948-1949      | 1978              |
| 2   | De toverspiegel                  | Le miroir magique             | Van Melkebeke | Laudy    | 1949-1950      | 1979              |
| 3   | Soldaten van Napoleon            | Les mameluks de Bonaparte     | Van Melkebeke | Laudy    | 1950-1951      | 1975              |
| 4   | De smaragden van de conquistador | Les émeraudes du conquistador | Van Melkebeke | Laudy    | 1951-1952      | 1978              |
| 5   | De heksentoer                    | Le vœu magique                | Van Melkebeke | Laudy    | 1960-1961      | 1980              |
| 6   | Jagers op fabeldieren            | Chasseurs de chimères         | Van Melkebeke | Laudy    | 1960-1961      | 2020              |
| 7   | De opdracht van majoor Redstone  | La mission du major Redstone  | Duval         | Laudy    | 1962           | 1978              |

### Kort verhaal
In 1981 vierde Tintin/Kuifje zijn 35-jarig bestaan. Hierop bracht Christian Godard een hommage door een plaat uit het eerste, lange verhaal te hertekenen.
| Titel               | Aantal pagina's | Tekenaar | Publicatiejaar |
| ------------------- | --------------- | -------- | -------------- |
| Le voleur de Bagdad | 1               | Godard   | 1981           |

### Compilatiealbum
In 1973 gaf CISO een compilatiealbum uit. Het bevat de verhalen Le vœu magique en La mission du major Redstone.

## Prijs
- In 1974 won Jacques Laudy de Grand Prix Saint Michel voor zijn volledige oeuvre.[2][39]